# Gör mig lycklig nu
Gör mig lycklig nu är en sång skriven av Kim Larsen och inspelad av Mats Ronander och Kim Larsen på albumet Himlen gråter för Elmore James från 1992., samt utgiven på singel samma år. Det danska originalet Gør mig lykkelig gavs 1992 ut på albumet Wisdom Is Sexy med Larsen & Bellami.

## Listplaceringar
| Lista (1992) | Topplacering |
| ------------ | ------------ |
| Sverige      | 24           |

### Fotnoter
1. ↑  ”Himlen gråter för Elmore James / Mats Ronander”. Svensk mediedatabas. 25 februari 1992. http://smdb.kb.se/catalog/id/001479292. Läst 5 januari 2016.
2. ↑  ”Himlen gråter för Elmore James / Mats Ronander”. Svensk mediedatabas. 25 februari 1992. http://smdb.kb.se/catalog/id/001481436. Läst 5 januari 2016.
3. ↑  ”Gör mig lycklig nu / Mats Ronander & Kim Larsen”. Svensk mediedatabas. 25 februari 1992. http://smdb.kb.se/catalog/id/001479286. Läst 5 januari 2016.
4. ↑  ”Gör mig lycklig nu”. Swedishcharts. 25 februari 1992. http://www.swedishcharts.com/showitem.asp?interpret=Mats+Ronander+%26+Kim+Larsen&titel=G%F6r+mig+lycklig+nu&cat=s. Läst 5 januari 2016.